# Hartmannsdorf (Leipzig)
Hartmannsdorf ist ein Stadtteil im Stadtbezirk Südwest von Leipzig. Er bildet zusammen mit Knautnaundorf den Ortsteil Hartmannsdorf-Knautnaundorf.

## Lage
Hartmannsdorf liegt im äußersten Südwesten des Stadtgebiets etwa zehn Kilometer vom Stadtkern entfernt. Es grenzt im Norden an Rehbach und Knauthain, im Osten an den Elsterstausee und im Süden und Westen an Knautnaundorf. Im Süden lag noch bis 1982 der durch den Braunkohlentagebau Zwenkau abgebaggerte Ort Bösdorf, seit 2007 befindet sich dort der Zwenkauer See.

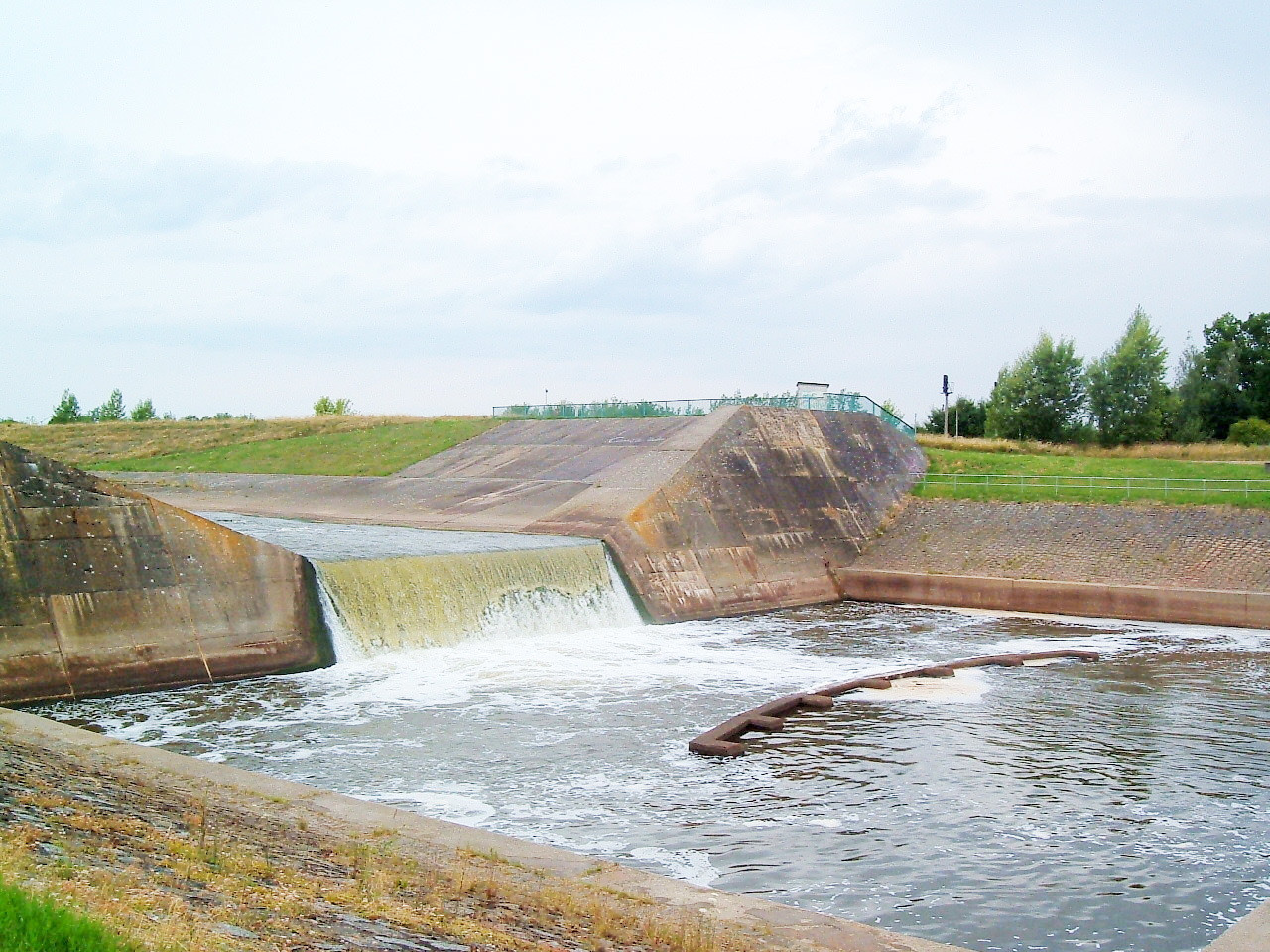
„Betonelster“ (2008)

Vom alten Ortskern ausgehend, entwickelte sich Hartmannsdorf nach Süden und Südwesten.
Am südlichen und östlichen Ortsrand von Hartmannsdorf fließen die Weiße Elster und der Knauthainer Elstermühlgraben.
1973 wurden Fluss, Mühlgraben und Bahnlinie südlich von Hartmannsdorf in einem Bogen nach Westen verlegt, um Platz für den Braunkohle-Tagebau zu gewinnen. Der neu geschaffene Elster-Abschnitt zwischen Zwenkau und Hartmannsdorf heißt im Volksmund „Betonelster“.

## Geschichte

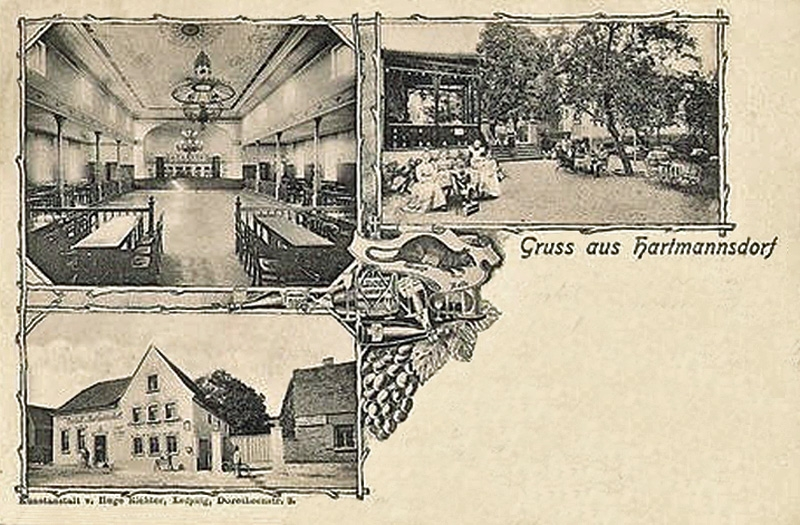
Gasthof „Zur Ratte“ (1906)

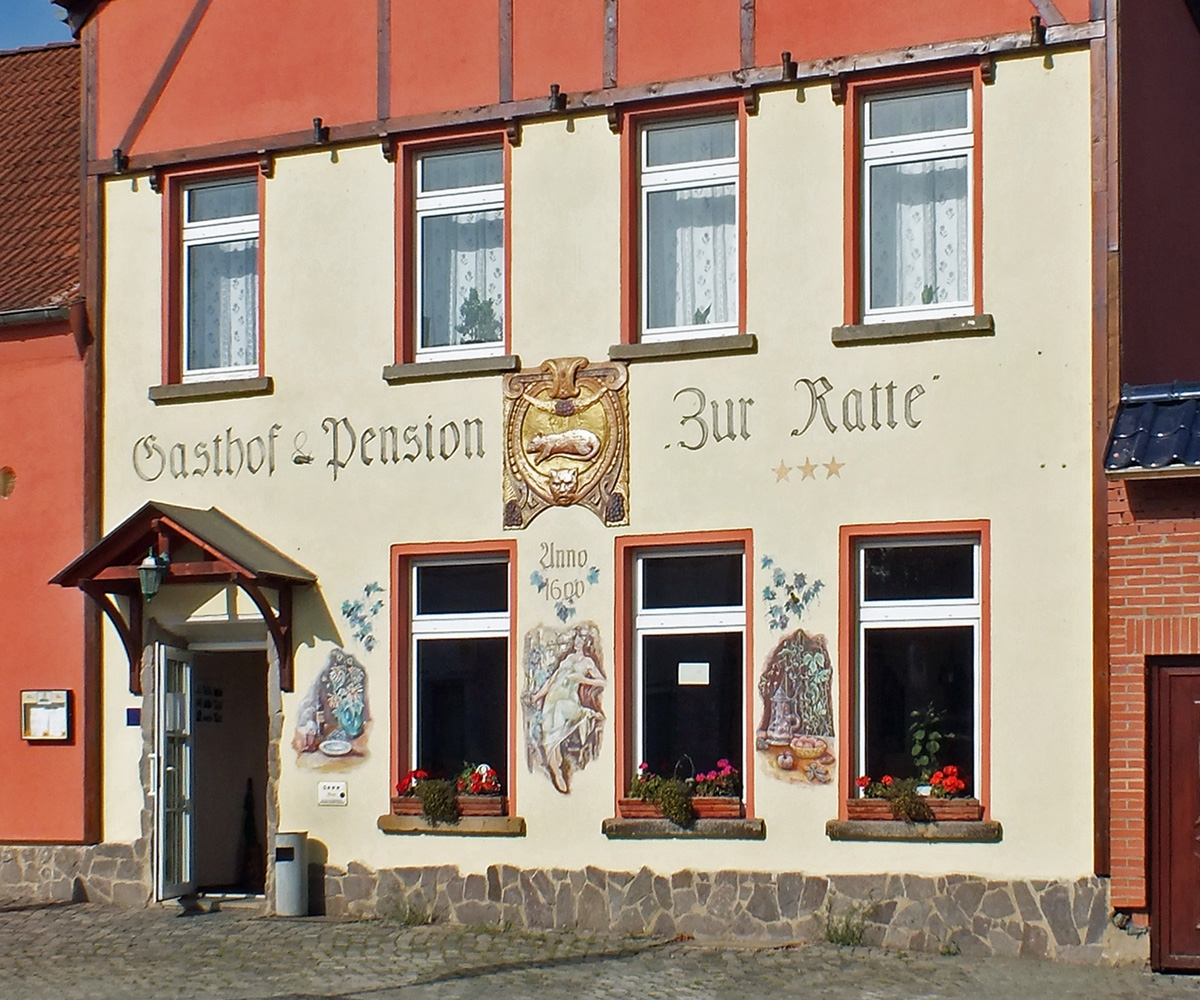
Gasthof „Zur Ratte“ (2012)

Hartmannsdorf entstand im Zuge der Deutschen Ostsiedlung im 10./11. Jahrhundert, wobei vermutlich ein Lokator Hartmann beteiligt war. 1477 wurden die Pflugks auf Knauthain vom merseburgischen Bischof Thilo mit Hartmannsdorf belehnt. Auch bei wechselnden Herren auf dem Rittergut Knauthain (wie die Familien Schönberg, Dieskau, Hohenthal) blieb Hartmannsdorf fortan in der Grundherrschaft des Gutes Knauthain.
Hartmannsdorf gehörte bis 1856 zum kursächsischen bzw. königlich-sächsischen Kreisamt Leipzig. Durch die Sächsische Landgemeindeordnung von 1838 wurde Hartmannsdorf zu einer eigenständigen, vom Rittergut unabhängigen Gemeinde. Das mit der Grundherrschaft verbundene Patrimonialgericht wurde 1856 aufgehoben und Hartmannsdorf dem Gerichtsamt Markranstädt zugeordnet. Ab 1875 gehörte der Ort zur Amtshauptmannschaft Leipzig.
Es gab aber nur eine sehr bedingte eigenständige infrastrukturelle Entwicklung. Es entstanden hier weder Kirche, Friedhof, Schule oder Post und auch kein Haltepunkt der Eisenbahnstrecke. Bis auf einige Handwerksbetriebe war Hartmannsdorf auf die Einrichtungen der Nachbarorte angewiesen. Lediglich die Jahreszahl 1600 am Gasthof „Zur Ratte“ deutet auf eine lange Tradition der Schenke hin.
Ab Mitte des 19. Jahrhunderts nahm der Gartenbau seinen Aufschwung (siehe unten), wodurch der bäuerliche Charakter des Ortes langsam verlorenging und statt der Bauernhöfe die Gärtnereien dominierten, von denen jede ihren Schornstein der Treibhausheizung und ihren Wasserhochbehälter hatte.
Auch die Bevölkerungszahl nahm merklich zu. Weitere bauliche Erweiterungen entstanden infolge der Ansiedlung zahlreicher ehemaliger Bewohner aus den wegen der Braunkohle devastierten Dörfern Bösdorf und Eythra.
Die Gemeinde Hartmannsdorf schloss sich zum 1. Januar 1993 der Stadt Leipzig an. Das war die erste Eingemeindung nach Leipzig seit Jahrzehnten. Im Gegensatz zu vielen weiteren Dörfern um Leipzig entschied sich Hartmannsdorf freiwillig für die Eingemeindung. Seit 2001 gehört es zu dem für administrative Zwecke neu gebildeten Ortsteil 'Hartmannsdorf-Knautnaundorf
Gartenbau

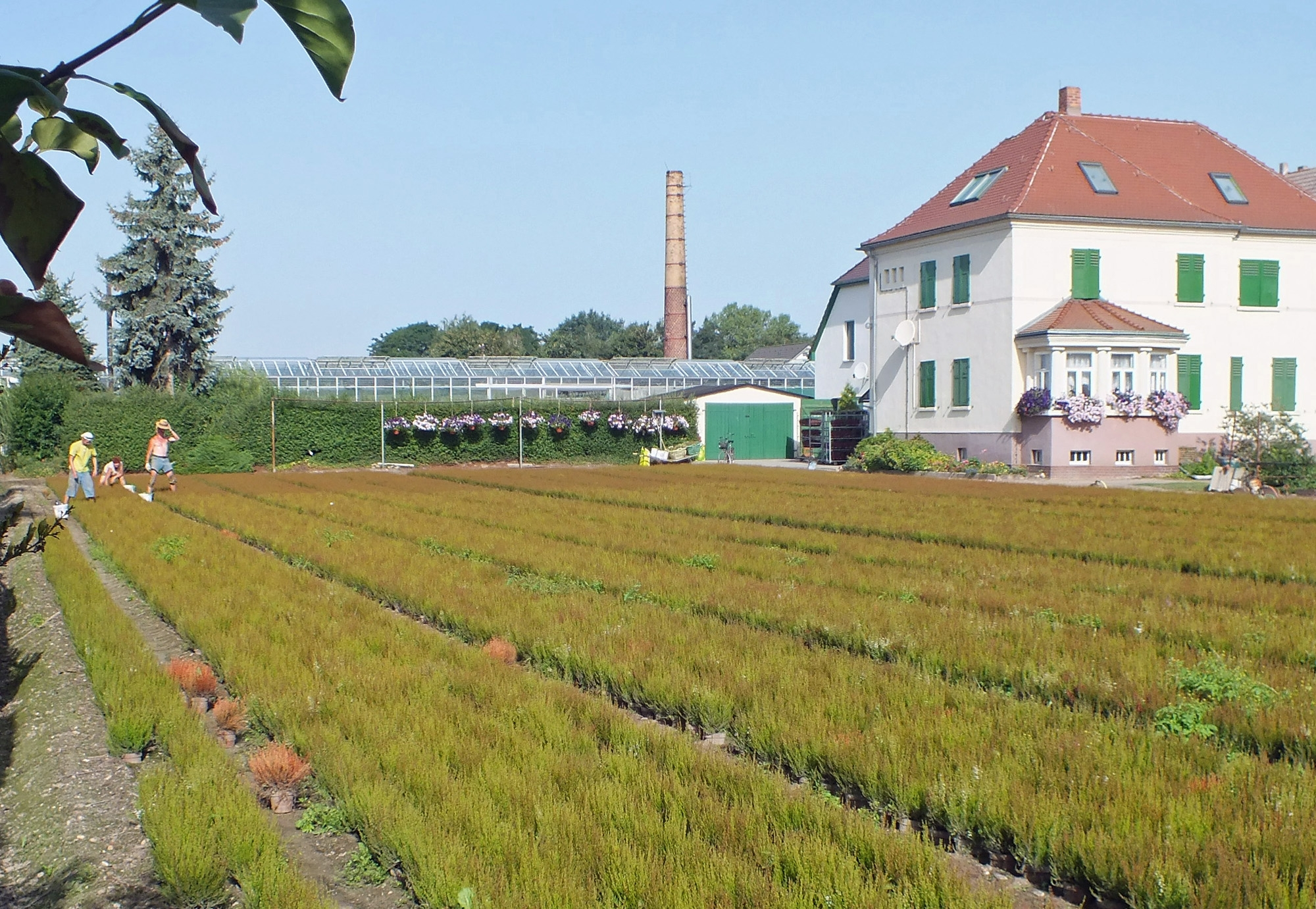
Familiengärtnerei

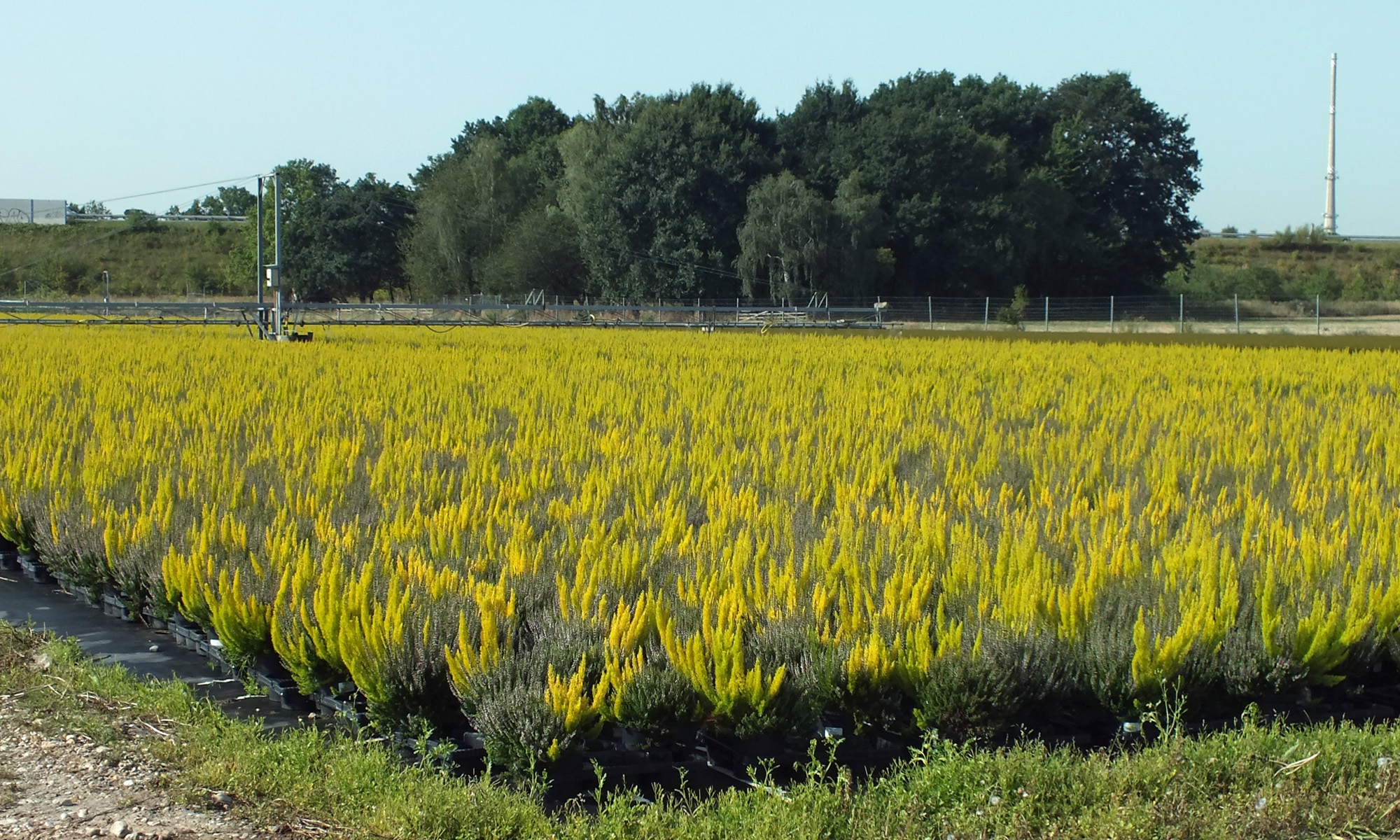
Großproduktion

Seit über 100 Jahren ist die Entwicklung Hartmannsdorfs eng mit dem Gartenbau verbunden. In der zweiten Hälfte des 19. Jahrhunderts. 1895 gab es fünf Gärtnereien im Ort, wobei sich unter anderem wegen der Bodenverhältnisse in der Elsteraue die Züchtung von Eriken und anderen Moorbeetpflanzen herausbildete. 1900 hatte eine Hartmannsdorfer Gärtnerei auf einer Leipziger Blumenschau mit einer leuchtend roten Erika besonderen Erfolg. 1914 produzierten 18 Gärtnereien 500.000 Eriken, in den Zwanzigerjahren kamen bei 27 Gartenbaubetrieben im Ort noch Kamelien und Azaleen hinzu. 1933 wurden über eine Million Moorbeetpflanzen produziert.
Im Zweiten Weltkrieg traten erhebliche Bombenschäden an den Treib- aber auch Wohnhäusern auf. Nach dem Krieg musste zur Versorgung der Stadt Leipzig zunächst Gemüse statt Blumen produziert werden. Zum Ende der 1950er Jahre begann für die inzwischen 38 Gärtner der Kampf gegen die Kollektivierung in Form von Gärtnerischen Produktionsgenossenschaften (GPG). Einige konnten sich, mit entsprechenden Nachteilen (z. B. Materialbelieferung), aus der GPG heraushalten. Die GPG Hartmannsdorf war 1982 mit 40 ha Freiland und 4 ha unter Glas sowie zwei Millionen erzeugten Pflanzen der größte Exporteur von Moorbeetpflanzen der DDR.
Nach der Wende entstanden aus der GPG zunächst zwei Betriebe, die 2007 zu einem fusionierten, der in einen internationalen Konzern eingebunden ist. Gegenwärtig (2012) bestehen noch neun Privatgärtnereien in Hartmannsdorf.
Als nach der Eingemeindung Straßenumbenennungen erforderlich waren, wurde mit Eriken- und Azaleenstraße sowie Kamelien- und Heideweg auf den Gartenbau Bezug genommen.

## Bevölkerung
| 1562 | 16 Höfe | 1939 | 708 | 2000 | 1.193 |
| 1764 | 20 Höfe | 1946 | 743 | 2005 | 1.180 |
| 1834 | 200     | 1950 | 789 | 2010 | 1.244 |
| 1871 | 228     | 1964 | 603 | 2015 | 1.380 |
| 1910 | 543     | 1990 | 583 | 2020 | 1.291 |
| 1925 | 649     |      |     | 2024 | 1.340 |

## Politik
Zusammen mit der Wahl des Leipziger Stadtrates werden in den Ortschaften die Mitglieder des Ortschaftsrates gewählt. Die letzte Wahl des Ortschaftsrates Hartmannsdorf-Knautnaundorf fand am 26. Mai 2021 statt. Der Vorsitzende wird als Ortsvorsteher alle fünf Jahre von den Mitgliedern des Ortschaftsrates bestimmt.
Bei den Wahlen zum Sächsischen Landtag gehört Hartmannsdorf zum Wahlkreis Leipzig 5, bei Bundestagswahlen zum Bundestagswahlkreis Leipzig II (Wahlkreis 153).
Die Bundestagswahl 2021 führte bei einer Wahlbeteiligung von 85,3 % zu folgendem Zweitstimmenergebnis:
| Partei                | Hartmannsdorf-Knautnaundorf | Stadt Leipzig |
| --------------------- | --------------------------- | ------------- |
| CDU                   | 21,3 %                      | 14,0 %        |
| AfD                   | 20,2 %                      | 13,3 %        |
| SPD                   | 20,0 %                      | 20,9 %        |
| FDP                   | 12,8 %                      | 10,1 %        |
| Bündnis 90/Die Grünen | 10,6 %                      | 18,5 %        |
| Die Linke             | 07,2 %                      | 13,7 %        |
| Sonstige              | 07,9 %                      | 09,5 %        |

## Verkehr
Über die südwestliche Flur von Hartmannsdorf führt die 2009 eröffnete Autobahn A38, von der aus man den Ort über die Anschlussstelle Leipzig-Südwest erreichen kann. Anschluss an das Leipziger Nahverkehrsnetz besteht über die Buslinie Nr. 63 der LVB.
Durch den Ort verläuft die Bahnstrecke Leipzig–Probstzella ohne Halt. Der nächste Bahnhof ist Knauthain. Die ursprünglich im gesamten Ortsgebiet schnurgerade Bahntrasse musste dem Tagebau Zwenkau nach Westen ausweichen.
Die Erikenbrücke, eine Fuß- und Radwegbrücke, die Hartmannsdorf und Knauthain mit der Region um das Nordwestufer des Zwenkauer Sees verbindet, wurde am 6. Juni 2017 für die öffentliche Nutzung freigegeben.